# Edisons 2024
De Edison is een jaarlijkse muziekprijs voor geluidsdragers. Er worden Edisons uitgereikt in de categorieën pop, jazz en klassiek. 

## Pop
De uitreiking van de Edisons 2024 (Pop) vond plaats op 4 maart 2024  in het AFAS Theater in Leusden. 
De nominaties voor de Edisons 2024 werden op 30 januari 2024 bekendgemaakt in verschillende radio- en tv-programma's. 
De jury stond onder leiding van Daniel Dekker (Head of Radio Omroep Max), met als overige leden Eric van Holland (Senior Editor Spotify Benelux), Vera Siemons (3FM DJ), Martijn Biemans (Qmusic), Anna Veenstra (Sr. Programmeur Melkweg), Nils Brokerhof (Music Director 100%NL/SLAM!), en Randall Spann (Music Director FunX). De jury heeft producties die zijn verschenen in de periode van 2023 beoordeeld.

### Winnaars en Genomineerden
(Per categorie worden de drie genomineerden weergegeven. De winnaar wordt als eerste genoemd en staat vet gedrukt.)
- Oeuvreprijs
  - Jan Smit

- Alternative
  - Pip Blom - Bobbie
  - The Indien – Singles
  - WIES - Alles Anders

- Dance
  - Reinier Zonneveld - Heaven Is Mad (For You)
  - Tiësto – DRIVE
  - Weval – Remember

- Hollands
  - Marco Schuitmaker - singles
  - Senna – Senna
  - Tino Martin – Dit Is Het Levenslied

- Nederlandstalig
  - MEAU - 22
  - Acda en De Munnik - AEDM
  - Roxeanne Hazes - De tijd gaat mooie dingen doen

- Nieuwkomer
  - Roxy Dekker - singles
  - Hannah Mae - Singles
  - Siggy & D1ns - Singles

- Hiphop
  - Mula B – Narcopop
  - CHO - Knock Knock 4
  - Kevin - Wonderland

- Song van het jaar
  - Son Mieux – Tonight
  - Kevin ft. S10 – De leven
  - Suzan & Freek, Claude – Vas-y (ga maar)

- Rock
  - Within Temptation – Bleed Out
  - John Coffey – FOUR
  - De Staat – Red / Yellow / Blue

- Pop
  - Flemming – singles
  - Son Mieux - Singles
  - Duncan Laurence – Skyboy

- Soul/R&B/Funk
  - Benny Sings - Young Hearts
  - Idaly – Betty
  - Jeangu Macrooy - Summer Moon

- Album van het jaar
  - Sef - Ik zou voor veel kunnen sterven maar niet voor een vlag
  - Anouk - Deena & Jim
  - DYSTINCT - LAYALI

## Jazz
De uitreiking van de Edisons 2024 (Jazz) vond plaats op 7 oktober 2024 in het AFAS Theater in Leusden.
De nominaties werden bekendgemaakt op NPO Soul & Jazz.
De jury bestond uit Angelique Houtveen, Frank Bolder, Martine van Zelst, Annie van der Velde, Mischa Andriessen en Marieke Meischke.

### Winnaars en genomineerden
(Per categorie worden de genomineerden weergegeven. De winnaar wordt als eerste genoemd en staat vet gedrukt.)
- Oeuveprijs
  - Benjamin Herman

- Edison Jazzism Publieksprijs
  - Dennis van Aarssen & Jeff Franzel - Just Call It Love
  - Cantorias - Cantorias
  - Yuri Honing Acoustic Quartet - Heaven on My Mind
  - Xavi Torres - Quarantena Songs
  - Teus Nobel - After Hours
  - Tineke Postma - Aria
  - The Dam Jawn ft. Dick Oatts - Master Street
  - Peter Beets - Tchaikovsky, Rachmaninov and All That Jazz!
  - The Preacher Men - Royal Flush
  - OAK by Sjoerd van Eijck - Eight

- Nationaal
  - Tineke Postma - Aria
  - Arve Henriksen, Harmen Fraanje – Touch of Time
  - Ben van Gelder – Manifold

- Vocaal Nationaal
  - Cantorias – Cantorias
  - Fay Claassen & Residentie Orkest The Hague  - Symphonic Stories
  - Marjorie Barnes - Both Sides Now

- Internationaal
  - Charles Lloyd - The Sky Will Still Be There Tomorrow
  - Alabaster DePlume - Come With Fierce Grace
  - Joel Ross - nublues

- Vocaal Internationaal
  - Gretchen Parlato, Lionel Loueke - Lean In
  - Elina Duni, Rob Luft, Fred Thomas, Matthieu Michel   - A Time To Remember
  - Meshell Ndegeocello - The Omnichord Real Book

- Global
  - Zuco 103 – Telenova
  - Bokanté - History
  - Nils Økland, Sigbjørn Apeland – Glimmer

- Nieuwkomer
  - Alistair Payne - REFLEX: Live at Bimhuis
  - Pau Li Liem - No One Knows
  - Ronny de Carlo - Fonque Nouveau

## Klassiek
De uitreiking van de Edisons 2024 (Klassiek) vond plaats op 7 oktober 2024 in het AFAS Theater in Leusden.
De nominaties werden bekendgemaakt op NPO Klassiek.
De jury van Edison Klassiek bestond uit Kenne Peters, Jet Berkhout, Joost Galema, Frederike Berntsen, Jeroen Smits en Marian van der Meer.

### Winnaars en genomineerden
(Per categorie worden de genomineerden weergegeven. De winnaar wordt als eerste genoemd en staat vet gedrukt.)
- Oeuvreprijs
  - Ronald Brautigam

- Publieksprijs
  - Herman Finkers, Cappella Amsterdam, Holland Baroque o.l.v. Daniel Reuss - Missa Sancti Georgii
  - Lavinia Meijer - Winter
  - Pygmalion o.l.v. Raphaël Pichon - Claudio Monteverdi: Vespro della Beate vergine

- Solist Instrumentaal
  - Piotr Anderszewski - Bartók, Janáček, Szymanowski
  - Anastasia Kobekina – Venice
  - Erik Bosgraaf, Ensemble Cordevento - Adriana: haar portret, haar leven, haar muziek

- Vocaal
  - Pygmalion, Raphaël Pichon - Claudio Monteverdi: Vespro della Beate vergine
  - Les Talens Lyriques / Flemish Radio Choir / Christophe Rousset - Louise Bertin: Fausto
  - VOCES8, Eric Whitacre - Home (Eric Whitacre: The Sacred Veil)

- Neoklassiek
  - Edmund Finnis, Clare Hammond – Youth
  - Matteo Myderwyk - A brief nostalgia
  - Ola Gjeilo – Dreamweaver

- Buitengewoon Klassiek
  - Reginald Mobley / Baptiste Trotignon - Because
  - Giovanni Sollima, Federico Guglielmo, Pomo D'oro - Al-Bunduqiyya - The Lost Concerto
  - OXEON - Somewhere far

- Solist Vocaal
  - Sabine Devieilhe, Mathieu Pordoy - Mozart & Strauss: Lieder
  - Adèle Charvet, Le Consort - Vivaldi, Chelleri & Ristori: Teatro Sant'Angelo
  - Lawrence Brownlee, Kevin J. Miller – Rising

- Orkest
  - The Philadelphia Orchestra, Yannick Nézet-Séguin - Florence Price & William Dawson
  - Gewandhausorchester, Andris Nelsons - Bruckner: Symphonies Nos. 0-9 - Wagner: Orchestral Music
  - La Sfera Armoniosa, Mike Fentross  - Van Wassenaer: VI Concerti Armonici

- Kamermuziek
  - Danish String Quartet - Prism V
  - Busch Trio - Ravel & Shostakovich: Piano Trios
  - Rachel Podger & Kristian Bezuidenhout - C.P.E. Bach: Sonatas for Keyboard & Violin

- Nieuwkomer
  - Giorgi Gigashvili - Meeting my Shadow
  - Eline Hensels en Daniël Kramer - Nocturne, et Lumineux
  - Ramon van Engelenhoven - Korngold: A Portrait for Piano

1960 · 1961 · 1962 · 1963 · 1964 · 1965 · 1966 · 1967 · 1968 · 1969 · 1970 · 1971 · 1972 · 1973 · 1974 · 1975 · 1976 · 1977 · 1978 · 1979 · 1980 · 1981 · 1982 · 1983 · 1984 · 1985 · 1986 · 1987 · 1988 · 1989 · 1990 · 1991 · 1992 · 1993 · 1994 · 1995 · 1996 · 1997 · 1998 · 1999 · 2000 · 2001 · 2002 · 2003 · 2004 · 2005 · 2006 · 2007 · 2008 · 2009 · 2010 · 2011 · 2012 · 2013 · 2014 · 2015 · 2016 · 2017 · 2018 · 2019 · 2020 · 2021 · 2022 · 2023 · 2024